# Vaubona
Vaubona (nom occità) (en francès Valbonne) és un municipi francès situat al departament dels Alps Marítims i a la regió de Provença – Alps – Costa Blava. L'any 1999 tenia 10.746 habitants.

## Demografia
| Evolució de la població |       |       |       |       |       |       |       |       |
| 1793                    | 1800  | 1806  | 1821  | 1831  | 1836  | 1841  | 1846  | 1851  |
| 960                     | 1.101 | 1.061 | 1.105 | 1.122 | 1.177 | 1.205 | 1.196 | 1.189 |

| 1856  | 1861  | 1866  | 1872  | 1876  | 1881  | 1886  | 1891  | 1896  |
| ----- | ----- | ----- | ----- | ----- | ----- | ----- | ----- | ----- |
| 1.220 | 1.275 | 1.264 | 1.204 | 1.152 | 1.151 | 1.065 | 1.015 | 1.138 |

| 1901  | 1906  | 1911  | 1921 | 1926 | 1931  | 1936  | 1946 | 1954 |
| ----- | ----- | ----- | ---- | ---- | ----- | ----- | ---- | ---- |
| 1.067 | 1.110 | 1.045 | 831  | 949  | 1.063 | 1.028 | 885  | 936  |

| 1962  | 1968  | 1975  | 1982  | 1990  | 1999   | 2006 | 2011 | 2016 |
| ----- | ----- | ----- | ----- | ----- | ------ | ---- | ---- | ---- |
| 1.332 | 1.858 | 2.264 | 3.918 | 9.514 | 10.762 | -    | -    | -    |

| 2019 | - | - | - | - | - | - | - | - |
| ---- | - | - | - | - | - | - | - | - |
| -    | - | - | - | - | - | - | - | - |

## Administració
| Període    | Identitat      | Partit |
| ---------- | -------------- | ------ |
| 1945-19593 | Emile Pourcel  |        |
| 1959-1971  | Jean Riquier   |        |
| 1971-1983  | Albert Ouvrier |        |
| 1983-1989  | Gustave Giraud | UDF    |
| 1989-1996  | Michel Rolant  | PS     |
| 1996-      | Marc Daunis    | PS     |